# أيتها السفينة الحربية روسية، اذهبي إلى الجحيم

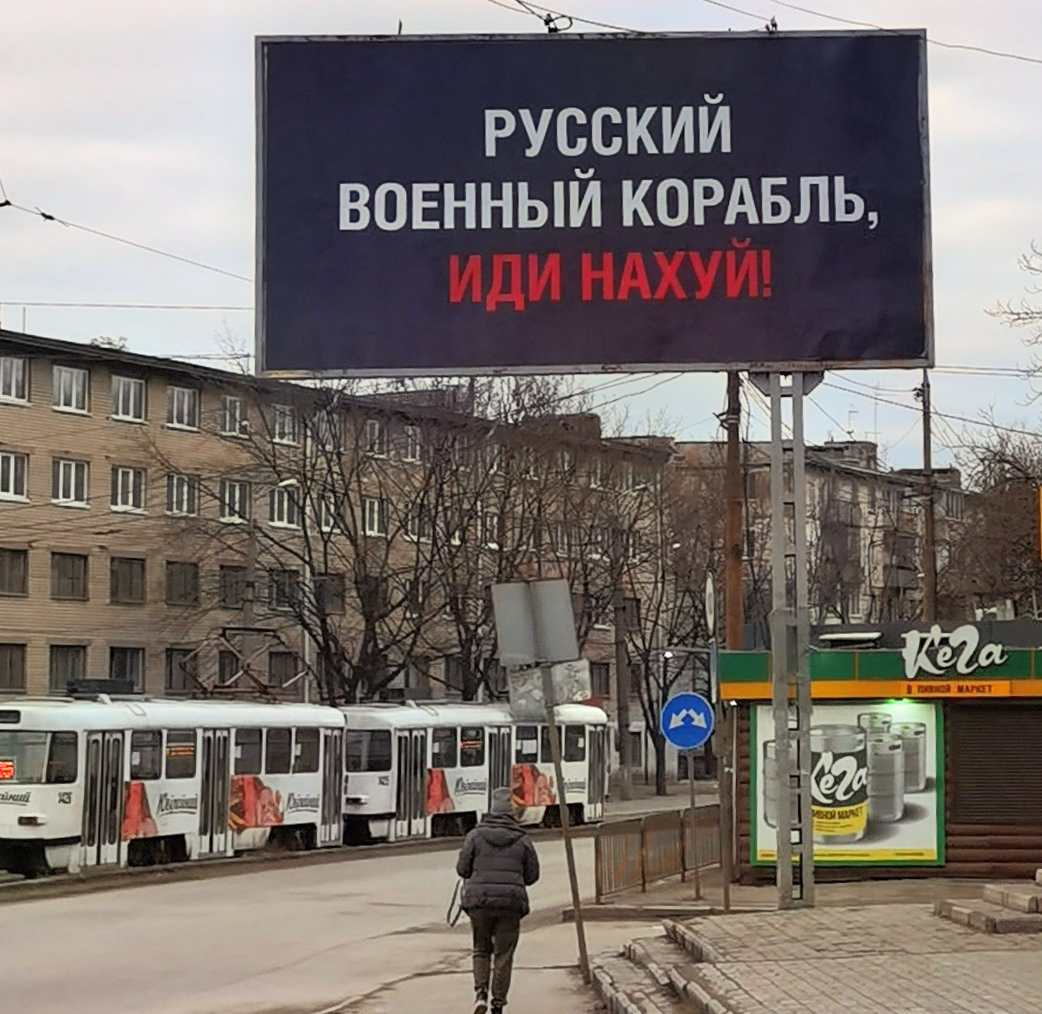
لوحة في دنيبرو، أوكرانيا.

أيتها السفينة الحربية روسية، اذهبي إلى الجحيم هي جملة باللغة الروسية جرت بين رومان هريبوف من قوات الحرس الحدود الأوكراني وبين الطراد الروسي موسكفا. العبارة ومشتقات العبارة تم تبنيها على نطاق واسع في الاحتجاجات المناهضة للغزو الروسي لأوكرانيا حول العالم.